# Andrea Rings

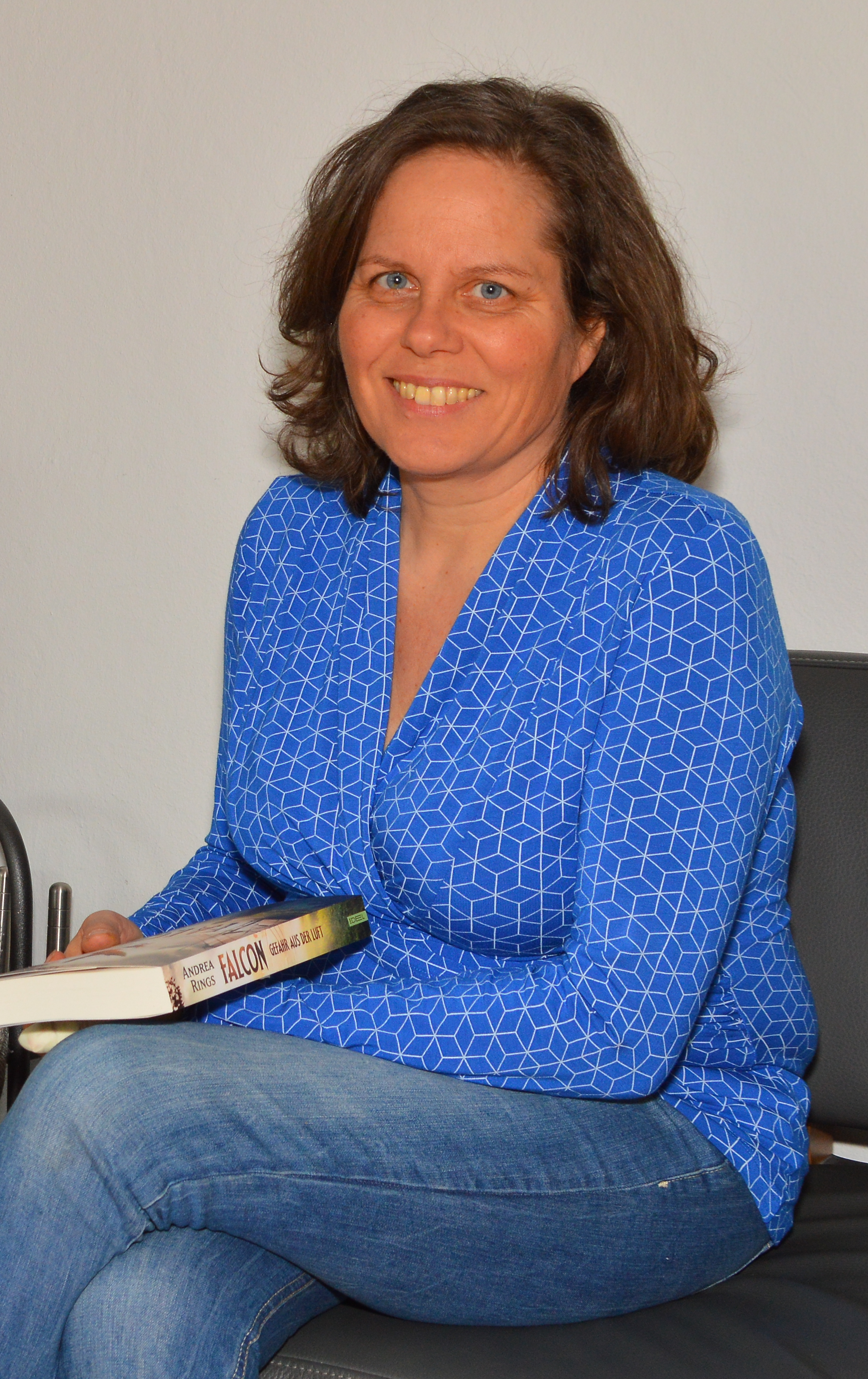
Andrea Rings (2019)

Andrea Rings (* 1965 in Euskirchen) ist eine deutsche Autorin von Jugendbüchern. Mit dem Manuskript zu ihrem Debütroman Parkour – Nur die Wahrheit ist unbezwingbar gewann sie 2013 den Literaturwettbewerb Der Goldene Pick.

## Leben
Andrea Rings wuchs in Esch in der Eifel auf, wo sie eine sehr naturnahe Kindheit verlebte. Nach dem Abitur 1984 am St. Michael-Gymnasium in Bad Münstereifel führte diese Nähe zur Natur zu einem Studium der Biologie an der Rheinischen Friedrich-Wilhelms-Universität Bonn, wo sie 1990 ihr Diplom ablegte. Nach einer Weiterbildung im technischen Umweltmanagement arbeitete sie viele Jahre als Abfallberaterin der Stadt Mönchengladbach. Dort lebt Rings heute im Stadtteil Odenkirchen mit ihrem Mann und den zwei gemeinsamen Söhnen.

## Schaffen
Andrea Rings begann 2001 ernsthaft mit dem Schreiben und praktiziert es seitdem täglich. Nachdem sie ihre literarischen Fähigkeiten in Schreibwerkstätten und Autorengruppen trainiert hatte, reichte sie 2013 ihr Manuskript Parkour für den Literaturwettbewerb Der Golden Pick ein. Am Ende setzte sie sich gegen über 130 Konkurrenten durch und wurde mit dem Preis ausgezeichnet. Das Manuskript wurde im folgenden Jahr unter dem Namen Parkour – Nur die Wahrheit ist unbezwingbar als Rings’ Debütroman bei Chicken House Deutschland veröffentlicht. Ihr zweites Werk folgte 2019 mit dem Roman Falcon – Gefahr aus der Luft, der bei Edel:Kids Books erschien.

## Tätigkeiten im literarischen Umfeld
Andrea Rings bietet regelmäßig Schreibwerkstätten für Kinder und Jugendliche an. Sie engagiert sich im Bundeskongress Kinderbuch und betreibt das YouTube-Projekt Autoren Dingsda, in dem Autorinnen und Autoren von Kinder- und Jugendbüchern eine Plattform zum Reden über ihr Schaffen geboten wird.

## Werke
- Parkour – Nur die Wahrheit ist unbezwingbar, Roman, 2014, Chicken House Deutschland, ISBN 978-3-551-52070-8.
- Falcon – Gefahr aus der Luft, Roman, 2019, Edel:Kids Books, ISBN 978-3-96129-100-7.
- Misch dich ein!: Klug für das Klima argumentieren, Sachbuch, 2020, Oetinger Taschenbuch, ISBN 978-3-8415-0665-8